# Bréhain-la-Ville
Bréhain-la-Ville (deutsch Bergheim und luxemburgisch Leit-Bierchem) ist eine französische Gemeinde mit 451 Einwohnern (Stand 1. Januar 2022) im Département Meurthe-et-Moselle in der Region Grand Est (bis 2015 Lothringen). Sie gehört zum Arrondissement Val-de-Briey und ist Mitglied im Gemeindeverband Communauté de communes Cœur du Pays-Haut. Die Bewohner werden Bréhinois und Bréhinoises genannt.

## Geografie
Die Gemeinde liegt zwölf Kilometer südöstlich von Longwy und etwa acht Kilometer südlich der Grenze zu Luxemburg.
Zu Bréhain-la-Ville gehört der Ortsteil Bréhain-la-Cour (Haff-Bierchem). Nachbargemeinden sind Tiercelet im Norden, Villerupt im Nordosten, Crusnes im Osten, Errouville im Süden, Fillières im Südwesten, Morfontaine im Westen und Villers-la-Montagne im Nordwesten. Durch das Gemeindegebiet führt die Autoroute A30.

## Geschichte
Der Name leitet sich von dem deutschen Wort Bergheim ab (Haus auf dem Berg). Der Ort wurde 1169 erstmals als Berchem erwähnt (1341: Bergheim, 1400: Brehein la ville und 1793: Bréhain-la-cour bzw. Haff-Bierchem). 1524 kam der Ort als Villers-la-Montagne zu Frankreich. Unter Ludwig XIV. wurde er in Bréhain-la-cour (Haff-Bierchem) umbenannt. Seit 1793 führt er offiziell die französische Bezeichnung Bréhain-la-Ville.

## Bevölkerungsentwicklung
| Jahr                       | 1962 | 1968 | 1975 | 1982 | 1990 | 1999 | 2005 | 2010 | 2019 |
| -------------------------- | ---- | ---- | ---- | ---- | ---- | ---- | ---- | ---- | ---- |
| Einwohner                  | 197  | 225  | 223  | 175  | 183  | 227  | 254  | 298  | 429  |
| Quellen: Cassini und INSEE |      |      |      |      |      |      |      |      |      |

## Sehenswürdigkeiten
- Pfarrkirche Saint-Denis
- Festungsanlage der Maginot-Linie